# Histoire de la Zambie

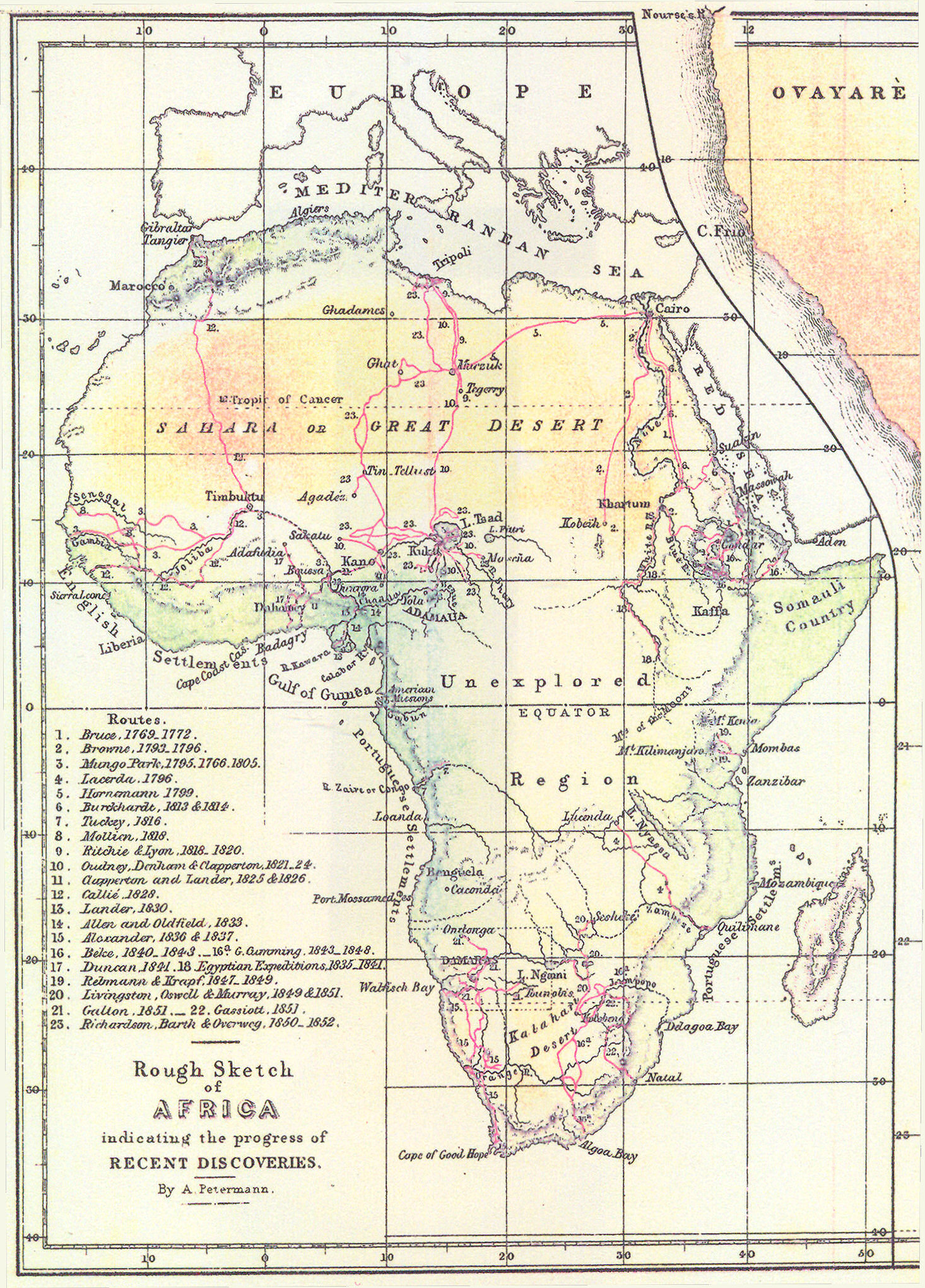
Itinéraires de Lacerda e Almeida (route 4) et de Livingstone (routes 20)

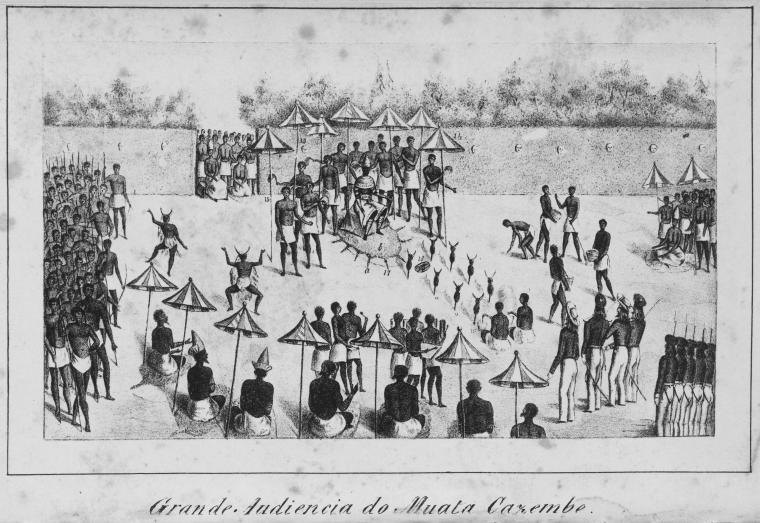
Réception des Portugais par le Mwata du Royaume du Kazembe vers 1800

Bassin du Zambèze

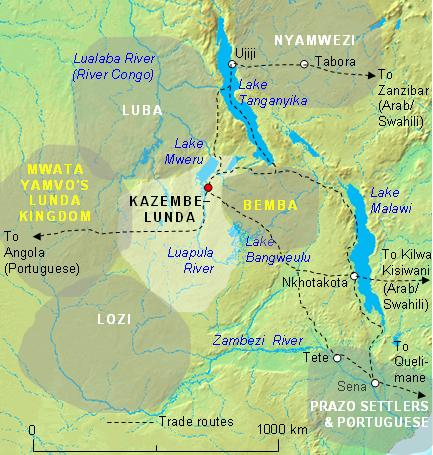
Royaume du Kazembe vers 1850

Projet Carte rose (1887)

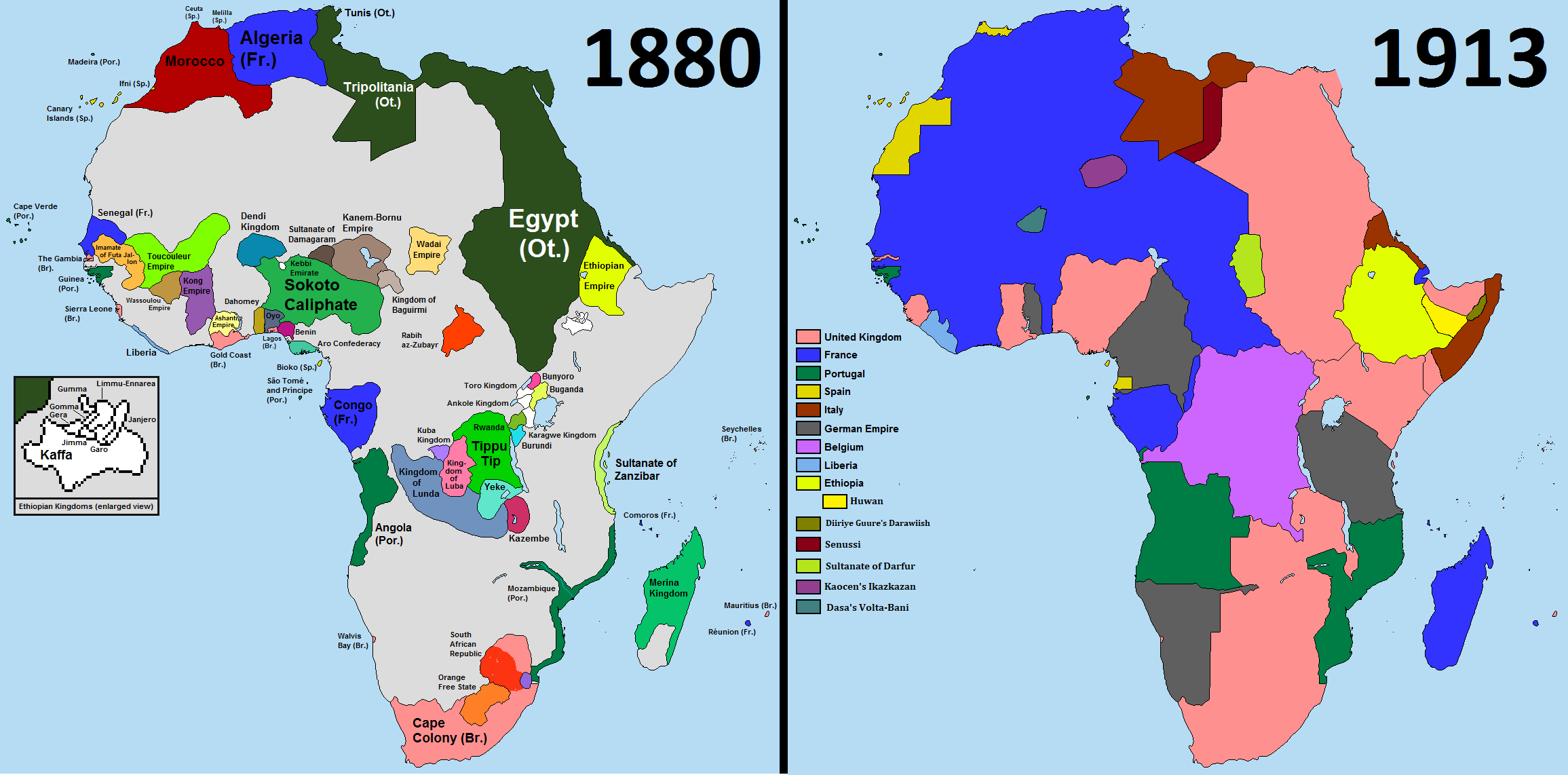
Expansion coloniale européenne de 1880 à 1913

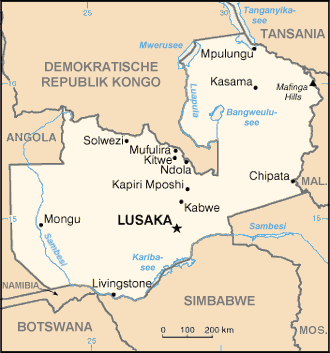
Zambie actuelle

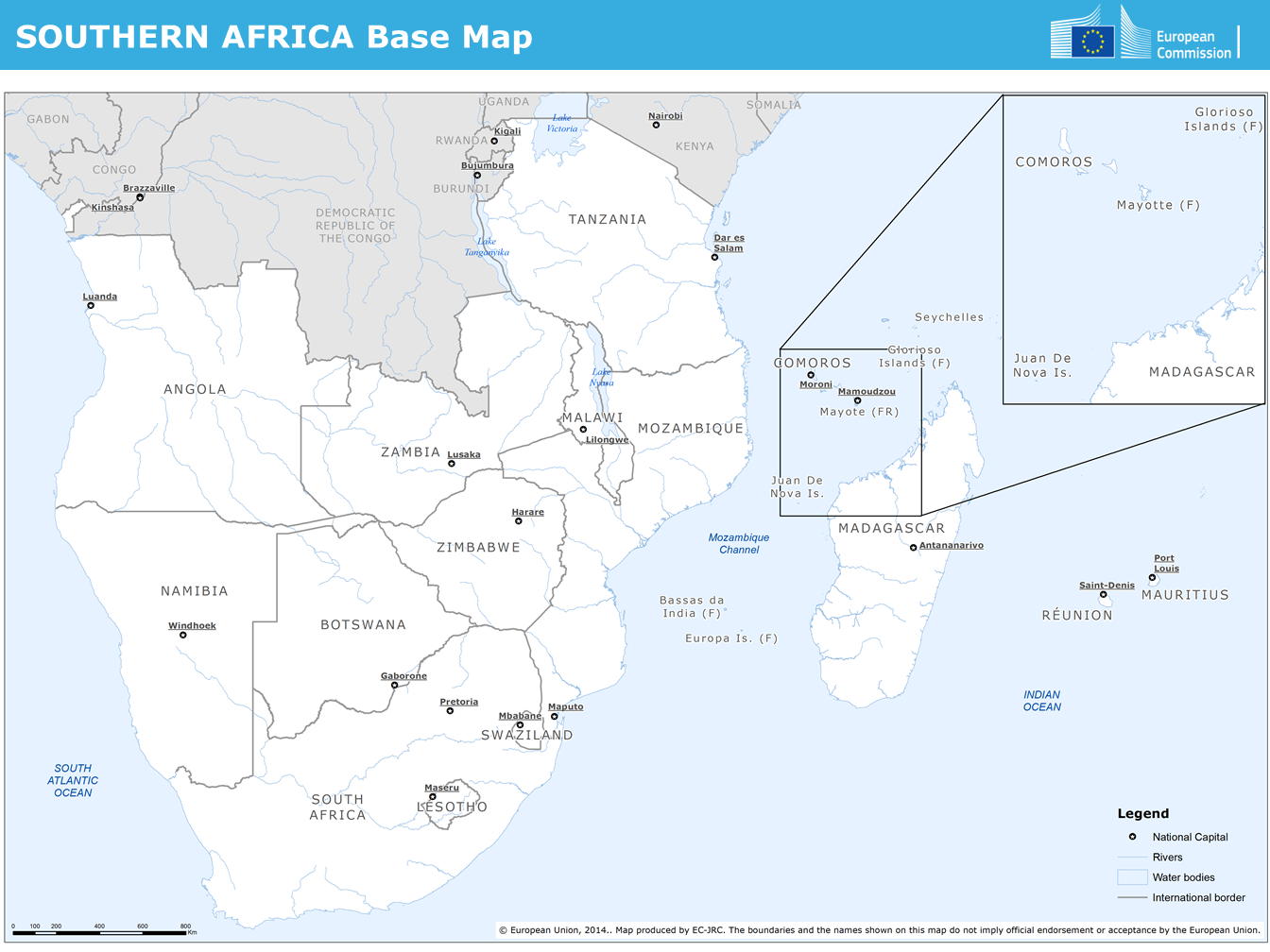
Afrique australe contemporaine.

L'histoire de la Zambie, de l'ère préhistorique à l'ère médiévale, demeure encore assez mal connue. Si les recherches archéologiques contribuent à en faire l'un des berceaux de l'humanité et ont pu également attester l'existence de royaumes anciens à partir du XIe siècle, les faits avérés et datés ne remontent qu'aux années 1820.
Durant la période coloniale britannique, le territoire était un protectorat connu sous le nom de Rhodésie du Nord. Le pays a accédé à l'indépendance en 1964.

## Préhistoire
- Liste de sites archéologiques en Afrique australe
- Homo rhodesiensis, Grottes de Mumbwa

Les plus anciens ossements humains retrouvés sur le territoire de la future Zambie furent ceux de celui que l’on appelle Homo rhodesiensis, qui aurait vécu il y a plus de 150 000 ans. Des outils vieux de 200 000 ans ont également été retrouvés près des chutes Victoria.
Les premiers habitants connus de la région étaient les San, des chasseurs-cueilleurs nomades, qui demeurèrent les seuls habitants de la région jusqu'au IVe siècle, époque de l'arrivée des Bantous venant du nord.

## Ère bantoue
Les Bantous maîtrisaient une certaine technologie. Ils étaient des agriculteurs, avaient des ustensiles et des armes en fer, en cuivre et faisaient de la poterie. Leur mouvement migratoire a probablement été déclenché par le développement de l'agriculture, entraînant une densification de population ; l'agriculture étant en outre essentiellement itinérante, le déplacement de population en est la conséquence mécanique.. La plupart des bushmen ne purent cohabiter avec ces Bantous et beaucoup d'entre eux émigrèrent à leur tour, vers le sud, où ils peuplèrent notamment le Sud-Ouest africain.
L'introduction de l'agriculture favorisa donc la sédentarité et la population augmenta. Vers le XIe et le XIIe siècle, une civilisation émergeait bien que la plupart des villages vivaient en autosuffisance et que les populations ne se mélangeaient guère.
L'exploitation des mines de cuivre contribua à forger des relations entre les tribus et des pièces en cuivre servant au commerce furent alors utilisés dans les échanges. L'ivoire et le coton contribuèrent également à développer les relations commerciales et à solidifier des structures politiques et sociales souvent complexes.
Entre le XVIe et le XIXe siècle, des royaumes furent fondés, fragmentant le territoire en plusieurs États. On pouvait en discerner au moins cinq :
- les Kazembe-Lunda au nord près de la rivière Luapula, Royaume du Kazembe (1740c-1899),
- les Bemba au nord-est,
- les Chewas dans l'est
- les Lozi dans l'ouest en amont du fleuve Zambèze.
- les Tonga au sud près du Zambèze

La région fut longtemps fermée aux étrangers car difficilement accessible. Ni les commerçants arabes ni même les négociants portugais n'avaient pu aller aussi loin dans le continent africain. Au XVIIIe siècle, les Portugais, cherchant à relier leurs territoires d'Angola et du Mozambique, pénétrèrent dans la région par l'intermédiaire des Pombeiros, métis de Portugais et d'Africains.
La traite des Noirs s’était également développée dans la région sous le contrôle des marchands arabes de Zanzibar et des Portugais qui échangeaient des esclaves contre leurs marchandises.
À la fin du XVIIIe siècle, en 1798, l’explorateur portugais Francisco José de Lacerda e Almeida a dirigé ce qui aura été la première expédition scientifique menée par des européens en Afrique. Le but de l'expédition de Lacerda e Almeida était de relier les deux territoires portugais de la région, le Mozambique à l'est et l'Angola à l'ouest. Parcourant plus de 1300 km depuis Tete il est arrivé à Kazembe, alors partie de royaume Lunda, où il a succombé à des fièvres en Octobre de 1798. L'expédition, maintenant sous le commandement du Père Francisco João Pinto, est retournée à Tete sans essayer de poursuivre son but jusqu'en Angola mais le journal d'expédition de l'explorateur a pu être sauvé et rapporté à Tete. Il sera traduit en anglais par Richard Francis Burton et publié dans un ouvrage intitulé The Lands of Cazembe: Lacerda´s journey to Cazembe in 1798.

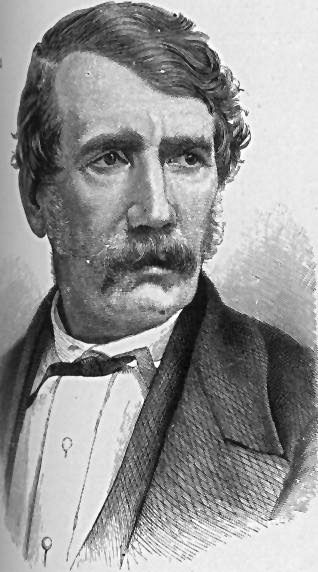
David Livingstone

Ce document reste le seul témoignage européen sur cette région pendant plus de cinquante ans, jusqu'au voyage du grand explorateur écossais David Livingstone en 1851 où il rencontre le chef Sebetwane. Quatre ans plus tard, Livingstone découvre les chutes d'eau qu'il appelle Chutes Victoria. C'est aussi dans cette contrée qu'il meurt en 1873.
Dans les années 1870, l'État le plus important de la région du Haut-Zambèze est le royaume du Barotseland, dirigé par les Lozi, sans doute fondé au XVIIIe siècle. Les Lozi ont subi dans les années 1830 l'invasion d'un clan basotho (Tswanas), les Makololo, qui, sous la direction de Sebetwane, ont fui les régiments de Shaka Zulu (1787-1828). Ce clan est devenu l'aristocratie du Barotseland, et Sebitwane son nouveau "litunga" (roi).
À Sebetwane a ensuite succédé sa fille Mamochisane qui abdique peu de temps après en faveur de son demi-frère, Sekeletu. C'est sous le règne de celui-ci que l'empire des Makololo commence à s'effondrer et après sa mort en 1863, l'aristocratie Makololo est renversée par les lozi. Fuyant une mort certaine, les survivants Makololo ont enfin émigré vers l'est pour s'établir au Nyassaland.

## Colonisation de la Rhodésie du Nord (1880)
- Rhodésie du Nord

### Ère de la British South Africa Company (1890-1924)

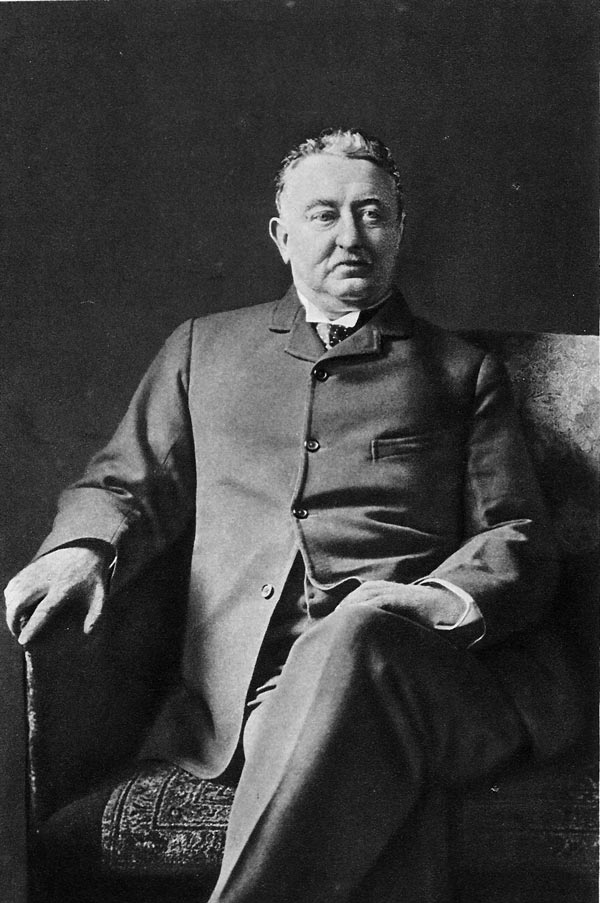
Cecil Rhodes.

La British South Africa Company (BSAC, 1889-1965) fondée par Cecil Rhodes (1853-1902) pour développer et exploiter les territoires au nord du fleuve Limpopo est dotée d'une charte royale en 1889 l'autorisant à étendre les territoires en sa possession (Matabeleland et Mashonaland) et à augmenter ses ressources.
En 1890, au nord du fleuve Zambèze, par crainte d'une attaque des Matabeles, le roi des Barotse, Lewanika, demande lui-même la protection britannique. Rhodes qui vient de faire, peu de temps auparavant, annexer le Nyassaland, dépêche ses émissaires Alfred Sharpe, Joseph Thomson et Frank Elliott Lochner auprès du roi Lewanika. Ce dernier signe alors un traité plaçant son territoire sous l'administration de la BSAC.
Les frontières du nouveau territoire ne sont pas fixées et ne se distinguent guère du territoire congolais du Katanga dont les mines ont été découvertes par des sujets britanniques. Rhodes espère annexer le Katanga à la Zambézie du Nord mais cela fut un échec. Néanmoins, la ceinture de cuivre toute proche se révèle prometteuse.

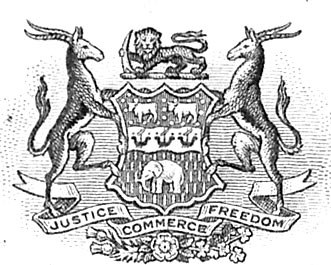
Armoiries de la BSAC

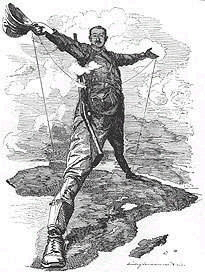
L'Afrique du Cap au Caire selon Cecil Rhodes

En 1891, cette nouvelle conquête territoriale de la BSAC, alors communément appelée Zambézie du Nord, est en fait divisée administrativement en deux entités distinctes qui vont s'appeler à partir de 1895, Rhodésie du nord-ouest et Rhodésie du nord-est, en hommage à Cecil Rhodes. Ce dernier rêve alors de construire une transcontinentale allant du Cap au Caire en passant par les territoires rhodésiens.
En 1896, la révolte des Bembas est matée dans le sang.
En 1905, la capitale du territoire de Rhodésie du nord est fixée à Livingstone à la place de Victoria Falls toute proche mais située en Rhodésie du Sud. Livingstone est alors vite reliée par un chemin de fer au Congo belge. Cependant, la BSAC minore l'exploitation des mines, préférant utiliser la main-d’œuvre indigène pour le développement de la Rhodésie du Sud.
En 1911, la Rhodésie du Nord est administrativement unifiée et ses frontières définitivement délimitées.
Durant cette période, des missionnaires anglicans s'installent dans les diverses régions du territoire y ouvrant des églises, des hôpitaux et des écoles, évangélisant les populations locales en employant dans l'enseignement les langues locales. Contrairement aux Européens et aux Asiatiques les Bantous n'ont pas d'école, le savoir se transmettant de père en fils. Et ceux-ci associent d'abord les écoles et l'écriture à la sorcellerie.
En 1916, la British South Africa Company tente d'unifier administrativement les deux territoires Rhodésiens. Elle doit renoncer face à l'opposition des colons de Rhodésie du Sud, nettement plus nombreux qu'en Rhodésie du Nord. Ces colons craignent notamment que la pratique autorisant l'emploi d'africains dans l'administration publique, autorisé en Rhodésie du Nord, ne soit ensuite étendue à la Rhodésie du Sud où ces emplois sont jusque-là réservés aux seuls Blancs.

### Protectorat de Rhodésie du Nord (1924-1964)

Drapeau de Rhodésie du Nord

Le 1er avril 1924, la Rhodésie du nord devient un protectorat au sein de l'Empire britannique. Son système institutionnel se différencie ainsi de celui décentralisé de la Rhodésie du Sud où un gouvernement colonial local est instauré.
Un conseil législatif fut institué en Rhodésie du nord sous la présidence d'un gouverneur britannique. Les premiers membres de ce conseil législatif sont tous nommés, et aucun système électoral n'est, à l'origine, prévu pour les désigner. Ils ne se divisent pas moins entre ceux exerçant des fonctions exécutives (les officiels) et ceux qui n'en ont pas (les non officiels).
Les britanniques pratiquent en fait le système de l’"administration indirecte" en s’appuyant sur les chefs autochtones.
En 1926, un système électoral est instauré pour désigner 5 membres du conseil législatif qui siégeraient auprès des neuf membres non officiels désignés. Le système électoral mis en place est censitaire mais sans masquer le système ségrégationniste ainsi mis en place. Le citoyen doit être sujet de sa majesté (sujet britannique), une qualité jusque-là quasiment exclusive des personnes de race blanche. Ainsi, en Rhodésie du Nord, aucun Africain n'est sujet britannique mais sujet sous protectorat britannique. Le citoyen doit par ailleurs maîtriser parfaitement l'anglais et avoir des revenus ou un patrimoine fixé à un montant minimum.
Les colons, peu nombreux, sont principalement des industriels et des techniciens. S’ils ne sont pas autorisés à acheter des terres, les colons peuvent bénéficier de baux de 999 ans sur les terres de la Couronne, alors que les terres des réserves indigènes sont inaliénables. Celles-ci sont d'ailleurs situées dans des régions sauvages et insalubres.
En 1928, quatre langues principales locales (cibemba, cinyanja, citonga et silozi) sont choisies pour être employées dans les écoles publiques en tant que langues d'enseignement durant les quatre premières années du primaire. En 1930, les cours d'anglais sont offerts dans les écoles zambiennes, à titre de langue de communication nationale.
En 1931, la ceinture cuprifère (ceinture de cuivre) commence à être exploitée se révélant le deuxième gisement de cuivre du monde, hors Union soviétique. Le cuivre va dominer toute la vie économique de la Rhodésie du nord et participer à sa prospérité. Le minerai se révèle essentiel pour le développement de l’industrie automobile et l’armement. L'exploitation de la ceinture de cuivre va cependant développer et renforcer la ségrégation raciale. Les mines emploient alors 37 000 africains et 6 000 européens. Chaque groupe racial est organisé dans un syndicat, celui des blancs refusant d'intégrer celui des noirs. Les mineurs blancs ont alors le niveau de vie de cette catégorie socio-professionnelle la plus élevée au monde et d'excellentes conditions de vie (logement dans des cités-jardins, services sociaux performants, domestiques africains à bas prix). Les compagnies ont en fait utilisé les grands moyens pour faire venir en Rhodésie du Nord (alors surnommé péjorativement le "Johannesbourg du nord-noir") une main-d’œuvre qualifiée et celle-ci est essentiellement sud-africaine. Par ailleurs, seulement 20 % des bénéfices résultant de l'exploitation des mines sont effectivement reversés pour les besoins propres de la Rhodésie du Nord.
En 1935, la capitale du territoire est déplacée à Lusaka, une ville alors de moins de 50 000 habitants.
En 1938, le conseil législatif s'ouvre à la représentation des Africains en autorisant la nomination d'un représentant (blanc) de la majorité noire. À cette époque, la parité entre conseillers officiels et non officiels est atteinte (8 représentants chacun dont un représentant la population noire de Rhodésie du Nord). C'est aussi en 1938 que Roy Welensky (1907-1991), un syndicaliste des chemins de fer, fondateur un an plus tôt du Parti travailliste de Rhodésie du Nord, est élu au Conseil législatif pour la circonscription de Broken Hill.
En 1940, le syndicat des mineurs blancs oblige les compagnies à inscrire dans leur contrat de travail une clause garantissant la discrimination raciale sur le lieu de travail.
En 1941, le conseil législatif de Rhodésie du Nord est composé de neuf élus, neuf officiels et d'un représentant des africains.
En 1946, on compte moins de 50 000 blancs en Rhodésie du Nord (soit un blanc pour 42 noirs). La moitié de cette communauté blanche est constituée de Sud-africains. Chez les Africains, la tribu des Barotsés vit sous un système spécifique de monarchie constitutionnelle en vertu d'un ancien accord contracté avec la reine Victoria. Le roi Mwanawina III, fils de Lewanika, continue ainsi de régner dans le Barotseland, sur la plus importante tribu de Rhodésie du Nord.
En 1949, le syndicat nord des mineurs africains de Rhodésie du Nord s'organise pour faire tomber la discrimination industrielle.

### Fédération de Rhodésie et du Nyassaland (1953-1963)

Drapeau de la fédération de Rhodésie et Nyasaland

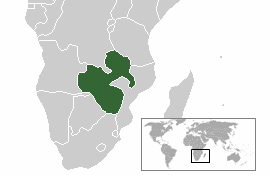
Carte de la fédération

- Fédération de Rhodésie et du Nyassaland

Dans les années 50, Harry Nkumbula représente le mouvement nationaliste africain. Il dirige alors le Congrès national de Rhodésie du nord (Northern Rhodesia Africain Congress). Il tente d'organiser une conférence pan-africaine à Ndola avec les représentants nationalistes du Kenya, du Tanganyika, de l'Ouganda, de Zanzibar, de Rhodésie du Sud et du Nyassaland mais cela reste un échec du fait que les autorités britanniques refoulent les représentants africains dès leur arrivée en Rhodésie du Nord.
Le mouvement nationaliste s'est développé dans les mines de cuivre et a gagné tout le territoire notamment à cause de l'instauration de la fédération de Rhodésie et du Nyasaland. Celle-ci suscite une vive opposition de la part de la population autochtone du protectorat, laquelle craint en effet de voir s'étendre sur le territoire nord-rhodésien, le régime de ségrégation raciale en vigueur en Rhodésie du Sud. Elle estime également que la fédération n'est simplement qu'un moyen pour les blancs de maintenir et d'étendre leur suprématie en Afrique australe et que leur évolution vers l'indépendance politique ne soit compromise. Nkumbula organise alors des marches pacifiques et des boycotts contre la fédération et contre la ségrégation, en prenant pour modèle la résistance passive du Mahatma Gandhi (1869-1948).
La fédération est également décriée par les Blancs, notamment ceux de Rhodésie du Sud comme F. M. Van Eeden qui proposa sans succès que la fédération soit divisée et que la ceinture de cuivre de Rhodésie du nord soit intégrée à la Rhodésie du Sud et fondue dans un dominion blanc tandis que le reste des territoires retourneraient sous la tutelle du Colonial office.
La raison d'être première de la fédération était pourtant de faire contrepoids à l'Union d'Afrique du Sud dont le gouvernement est dirigé par des nationalistes afrikaners. L'État multiracial envisagé par le gouvernement britannique doit aussi permettre de sauvegarder les intérêts de l'Empire britannique. Les blancs de Rhodésie du Nord sont les plus enthousiastes à l'idée de cette fédération car ils craignent que le protectorat ne soit abandonné par la Couronne et que le Colonial office ne leur impose l'autonomie puis l'indépendance sur le modèle de l'évolution politique du Ghana. Les Rhodésiens du Sud y voient eux surtout un moyen d'assainir leur économie déficitaire.
Un projet de constitution provisoire (révisable au bout de 7 ans) est publié en juin 1952 et adopté par le parlement britannique au nom de la Rhodésie du Nord et du Nyassaland (alors que les blancs de Rhodésie du Sud sont consultés par référendum)
La constitution fédérale prévoit que les Africains soient associés aux décisions du gouvernement pour leur permettre d'acquérir l'expérience de la gestion des affaires. Les noirs peuvent voter mais encore selon un système censitaire inégalitaire. Ainsi, six des 35 membres du parlement fédéral sont des noirs et trois blancs supplémentaires doivent veiller au respect des intérêts des africains. Un comité des affaires africaines est d'ailleurs institué lequel peut en appeler au gouvernement britannique s'il estimae que les droits des africains n'étaient pas respectés.

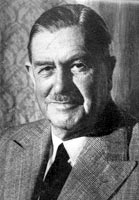
Godfrey Huggins

Le premier 1er ministre de la fédération est Sir Godfrey Huggins (anobli sous le titre de Lord Malvern) et ancien premier ministre de Rhodésie du Sud. Le gouvernement fédéral s'attache à développer l'industrie, monopole des colons blancs et l'agriculture, particulièrement les plantations de tabac mais il ne peut empêcher cependant la paupérisation des zones rurales. L'un de ses projets phares (et héritage historique) est la construction du barrage hydro-électrique du lac Kariba long de 200 km et large de 30 à 50 km, servant également de frontière entre la Rhodésie du Nord et la Rhodésie du Sud. L'énergie disponible doit servir à alimenter les grandes villes et les zones industrielles comme les mines de la ceinture de cuivre de Rhodésie du nord.

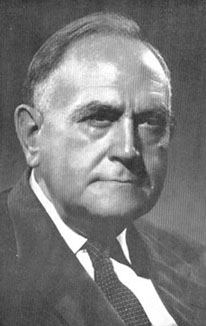
Roy Welensky

En 1955, le nord-rhodésien Roy Welensky succéda à Lord Malvern à la direction du gouvernement fédéral.
En 1959, Harry Nkumbula ayant décidé finalement de se rapprocher des blancs du Parti fédéral uni de Welensky, des dissidents outrés comme Kenneth Kaunda, fondent alors le Parti de l'indépendance et de l'unité nationale (ou UNIP pour « United National Independence Party »). À la suite d'une manifestation de l'UNIP qui dégénère à Ndola et qui se solde par la mort d'une femme blanche et de ses deux enfants, l'état d'urgence est proclamée. L'UNIP est interdite et Kaunda arrêté et jeté en prison pour 9 mois.
En 1960, une révision de la constitution fédérale de 1952 doit être négociée entre le gouvernement britannique, le gouvernement fédéral et les leaders noirs africains. Ces derniers quittent la conférence constitutionnelle pour protester contre l'état d'urgence et l'intransigeance des colons blancs de Rhodésie du Sud à ne pas vouloir partager le pouvoir. Ils ne tardent pas à engager des pourparlers avec le gouvernement britannique pour se retirer du processus de révision aboutissant ainsi à la faillite de la fédération.
En 1961, Kaunda déclenche une campagne de désobéissance civile, tandis que les Blancs sont de plus en plus tentés par la sécession katangaise.
En 1962, les élections générales en Rhodésie du Nord sont remportées par l'UNIP de Kaunda (14 sièges) contre 7 à l'ANC de Nkumbula et 16 aux fédéralistes blancs partisans de Welensky. Kaunda et Nkumbula forment alors un gouvernement de coalition réclamant l'indépendance de la Rhodésie du Nord.
Le 16 mai 1962, le comité spécial des Nations unies sur la décolonisation se prononce pour la dissolution de la fédération.
Le 30 octobre 1962, à la tribune des Nations unies, Roy Welensky, le premier ministre fédéral, tente encore de sauver la fédération et déclare « sans aucun doute, les Africains seront la majorité dans une quinzaine d'années » mais le 29 mars 1963, la Grande-Bretagne reconnait le droit à la sécession de la Rhodésie du Nord tout comme elle vient de la faire pour le Nyassaland.
En juin et juillet 1963, la conférence de Victoria Falls débouche sur un projet de démembrement de la fédération.
Le 31 décembre 1963, la fédération de Rhodésie et de Nyassaland était officiellement dissoute et la Rhodésie du Nord redevenait un protectorat géré par le Colonial office.

### Sur le chemin de l'indépendance de la Rhodésie du Nord (1964)
Aux élections de janvier 1964, le parti de Kenneth Kaunda (1924-2021), l’UNIP, remporte 55 des 85 sièges de l’Assemblée alors que les 75 000 blancs de Rhodésie du Nord (le pays compte alors plus de 2 millions d'habitants) sont représentés par 10 députés élus par un collège séparé. Kenneth Kaunda devient premier ministre de la Rhodésie du Nord, dernière étape avant l'indépendance.
Le 24 octobre 1964, la Rhodésie du Nord accède à l’indépendance. Le pays adopte le nom de Zambie, en hommage au fleuve Zambèze.Dans un pays qui compte plus de 70 langues bantoues les rivalités ethniques étaient telle qu´on décida de garder l´anglais comme langue officielle, afin de ne pas favoriser une communauté ou une chefferie.

## La Zambie sous Kenneth Kaunda (1964-1991)
La première République de Zambie prévoit un régime parlementaire pluraliste de type britannique, avec un président et un vice-président. Mais d'emblée, l’état d'urgence est proclamé et la Constitution amputée alors que l’indépendance du pouvoir judiciaire est remise en cause. Les premiers mois de la Zambie indépendante sont en effet été marqués par des rivalités ethniques, opposant notamment les Lozis, qui s’estiment lésés contre les Bembas, majoritaires. En réaction à ces conflits et aux grèves qui se multipliaient dans les mines, le système bascule rapidement vers la concentration des pouvoirs et l'autoritarisme au bénéfice du seul Kenneth Kaunda, lequel nomme et révoque unilatéralement aux postes clés.
De nombreux programmes sont néanmoins lancés, notamment dans le domaine de la santé et de l’éducation, afin de corriger les inégalités sociales et raciales héritées du colonialisme. En novembre 1966, l'anglais devient la seule langue nationale du système éducatif de la Zambie, mettant fin au système d'enseignement en langue locale de la période coloniale. Néanmoins, sept langues locales demeurent reconnues comme matières d'enseignement sur une base régionale.
En 1968, les 10 sièges réservés aux Blancs à l’Assemblée nationale sont supprimés. Kenneth Kaunda est réélu à la présidence de la République de Zambie. Les élections parlementaires donnent au parti gouvernemental, l'Union nationale de l'indépendance (UNIP), 80 sièges sur les 105 que compte la nouvelle Assemblée nationale. Le Congrès national africain (parti d'opposition) de Harry Nkumbula obtient 22 sièges, et progresse.
C'est ensuite le tour des partis politiques d'être interdits à l'exception de l’UNIP. Pour Kaunda, le parti unique doit « permettre une meilleure intégration nationale, dans un pays artificiellement construit par les colonisateurs ». L'économie libérale est abandonnée pour laisser la place à un système d'économie étatiste et socialiste. L'État zambien prend le contrôle des mines, notamment des mines de cuivre, alors que dans l'agriculture, un plan donne la priorité au développement de la culture du maïs, dont la production est également placée sous le contrôle de l’État.
En 1971, l'ancien vice-président Simon Kapwewe fonde un parti dissident de l'UNIP pour tenter de se présenter contre Kaunda. Le parti est rapidement interdit et Kapwewe mis sous les verrous avant de rejoindre finalement le parti qu'il avait déserté.
En 1973, Kaunda impose le parti unique avec liberté de candidature, dans le cadre de la seconde République de Zambie.

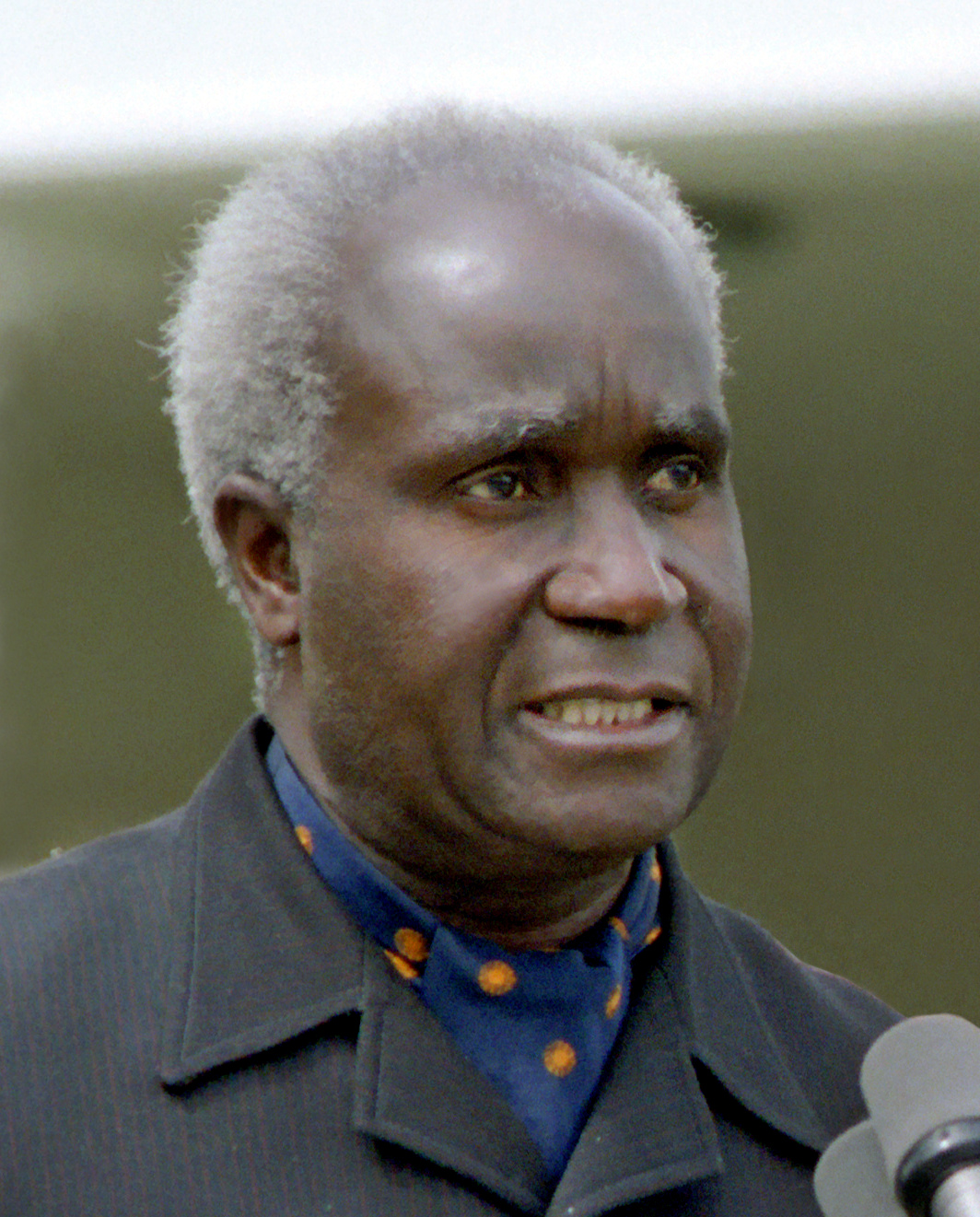
Kenneth Kaunda (1924-2021)

Mais à cette époque, la situation économique se dégrade fortement avec la chute des cours du cuivre et la diminution de la production, compliquée par la fermeture de la frontière rhodésienne, alors voie de passage obligée de transit pour la production zambienne. Il est alors décidé d'accélérer la réalisation de la ligne de chemin de fer entre la Zambie et la Tanzanie, financée par des capitaux chinois et dès 1975, Lusaka est relié à Dar es Salam.
Dans les années 1970, Kenneth Kaunda encourage également les mouvements de guérilla nationaliste, financées notamment par la Chine et l'Union soviétique, contre les pouvoirs blancs de Rhodésie du Sud, d'Afrique du Sud, du Sud-Ouest africain et des colonies portugaises. Il parvient cependant à maintenir de bonnes relations avec les pays occidentaux. Il maintient aussi des contacts personnels avec le premier ministre sud-africain John Vorster, une correspondance secrète et même une rencontre en 1975, dans un train stationné au-dessus des chutes Victoria, à la frontière de la Rhodésie et de la Zambie. Bien qu'avocat des sanctions contre le pays de l'apartheid, Kaunda maintient des relations commerciales étroites notamment pour la fourniture de produits alimentaires à la population zambienne.
En octobre 1980, une tentative de coup d'État échoue alors que les mines de la ceinture de cuivre sont en ébullition et que les syndicats s'opposent de plus en plus au gouvernement. Bien que potentiellement l'un des pays les plus riches d'Afrique (13 % de croissance par an notamment entre 1964 et 1969), la Zambie s'enfonce en fait dans la misère, accentué par la chute du prix du cuivre au début des années 1980.
En avril 1982, Kaunda essaye de relancer ses contacts personnels avec les dirigeants sud-africains et rencontre Pieter Botha, le successeur de Vorster, à la frontière botswano-sud-africaine pour tenter notamment de le convaincre de retirer l'Afrique du Sud de la Namibie. Sans succès. Mais en 1984, ses efforts de médiateur portent leurs fruits quand les Sud-Africains et les Angolais viennent signer à Lusaka un accord de non-agression.
En 1985, le revenu par habitant ne vaut plus que 30 % de son montant en 1974. En 1986, la monnaie locale, le kwacha est dévalué de 70 % sur recommandation du FMI (avec qui Kaunda se brouillait périodiquement). À la fin de l'année 1986, des émeutes de la faim dans la ceinture de cuivre éclatent. En 1987, l'inflation atteint 600 %. Le FMI recommande un programme d'austérité. Tout en faisant mine de rompre avec cet organisme, la Zambie annonce un plan de relance économique avec pour objectif notamment de maîtriser l'inflation et de soutenir les secteurs prioritaires , dont l'agriculture et l'exploitation minière.
En 1988, Kaunda est réélu pour un sixième mandat, à l’issue d’une élection sans opposition. Mais la crise économique qui frappe la Zambie dans les années 1980, l'exode rural, l'essor démographique, la corruption et l'insécurité dans les villes conduisent à de violentes émeutes en 1990, alimentées par la fin du blocage des prix. En août 1989, Kaunda tente encore d'obtenir des succès en politique internationale à défaut de politique nationale. Il invite Frederik de Klerk, alors président par intérim d'Afrique du Sud, à le rencontrer à Livingstone. Mais en politique interne, une coalition anti-Kaunda pousse ce dernier à accepter le retour au pluralisme politique et l’organisation d’élections libres.

## Retour au multipartisme (1991)
Présidence de la Zambie :

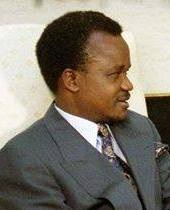
Frederick Chiluba 1991-2002
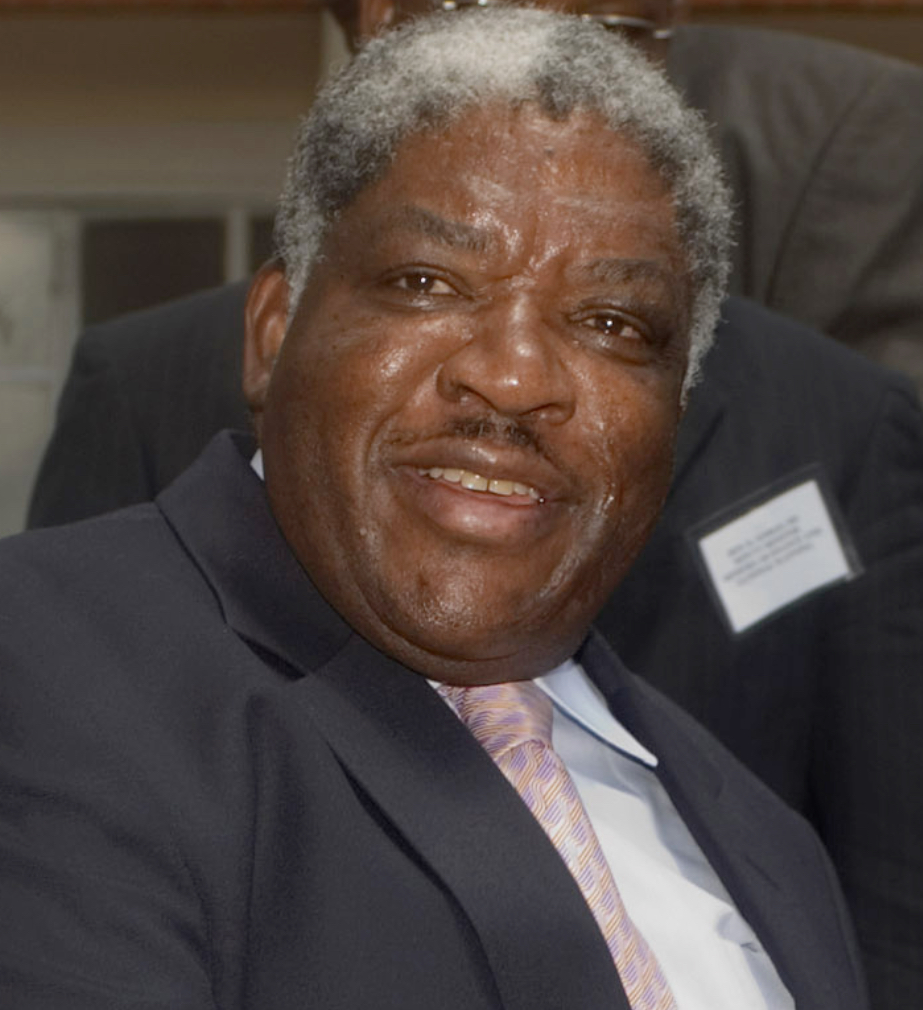
Levy Mwanawasa 2002-2008
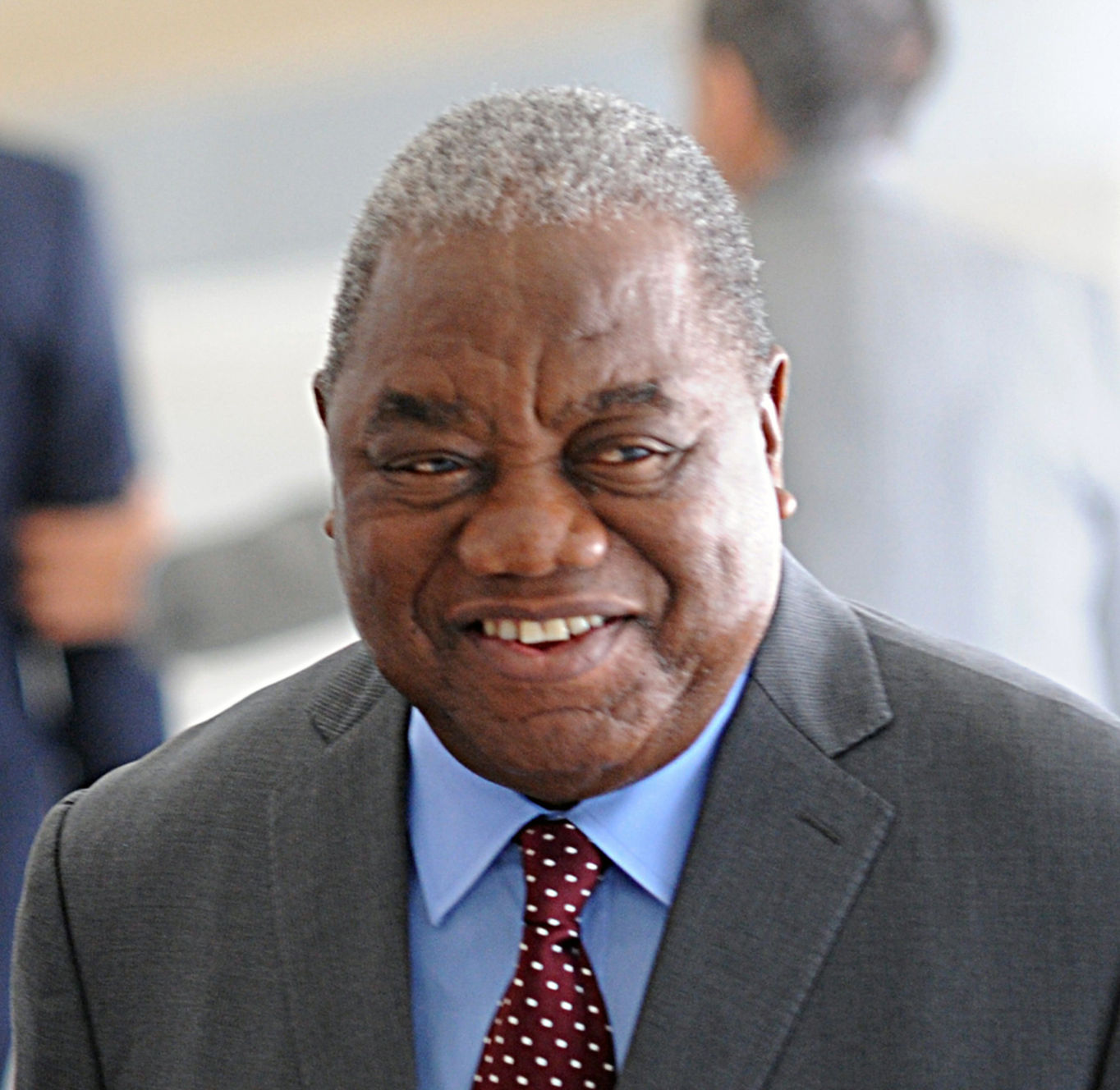
Rupiah Banda 2008-2011
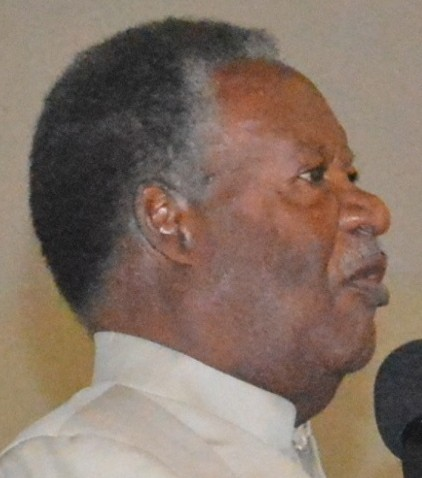
Michael Sata 2011-2014
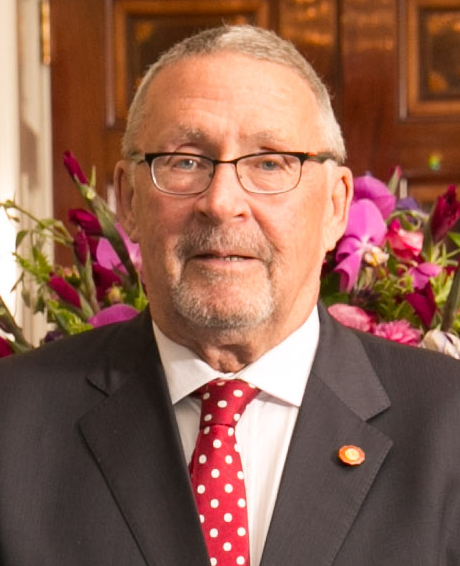
Guy Scott 2014-2015
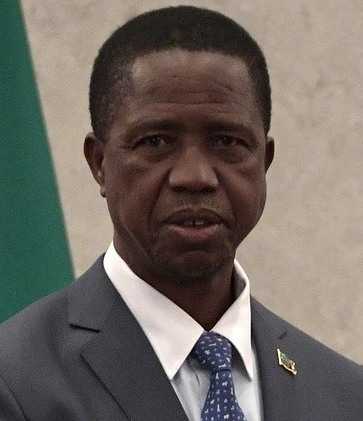
Edgar Lungu 2015-2021
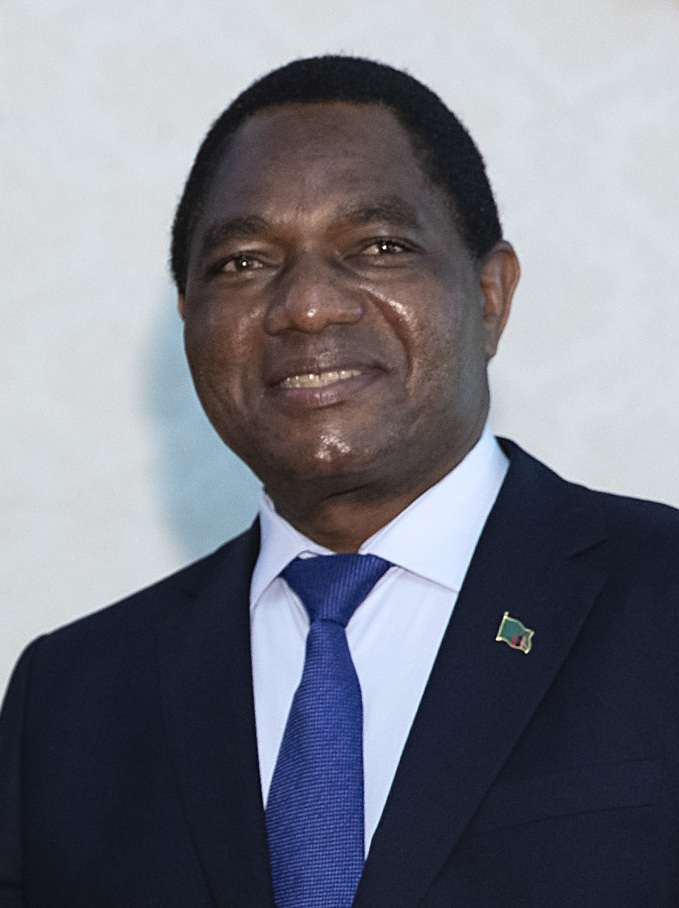
Hakainde Hichilema 2021-présent

Vice-présidence de la république de Zambie :

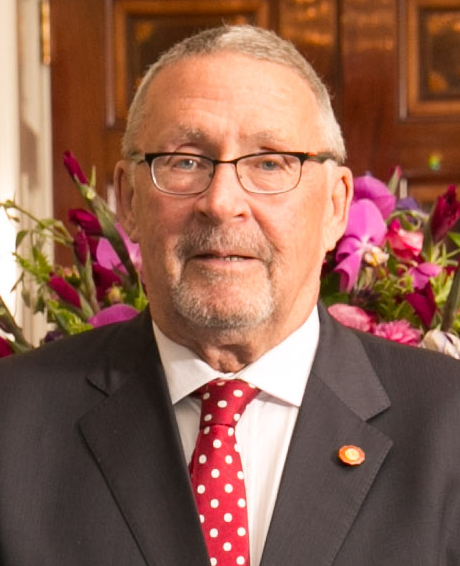
Guy Scott 2011-2014
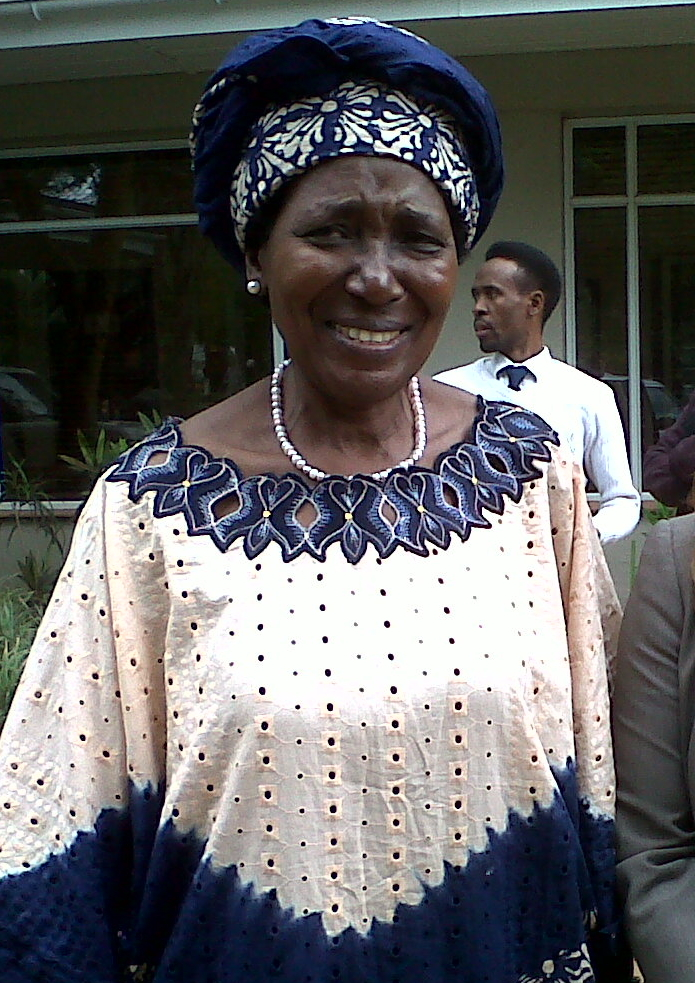
Inonge Wina 2015-2021
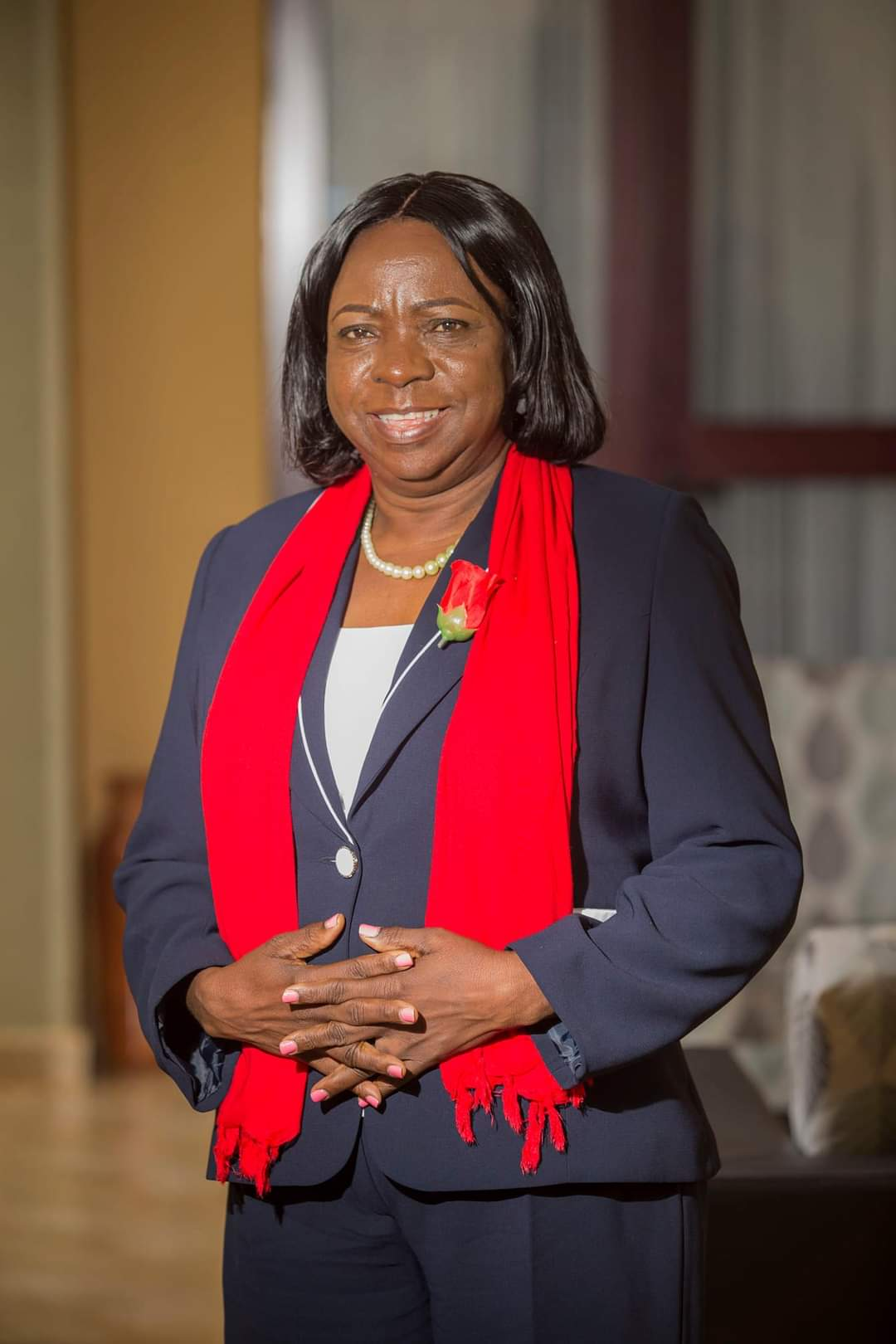
Mutale Nalumango 2021-présent

### Présidence Frederick Chiluba (1991-2001)
En 1991, le syndicaliste et dirigeant de l'opposition politique, Frederick Chiluba (1943-2011), remporte les élections présidentielles avec 81 % des voix. C'est la première alternance politique démocratique de la Zambie depuis son indépendance. Le Mouvement pour la démocratie multipartite (MMD), de Frederick Chiluba, obtient 80 % des sièges à l'assemblée nationale. Dans de nombreuses circonscriptions, les députés du MMD sont élus avec quelque 90 % des suffrages. Par contre, la province de l'Est, fief traditionnel de Kenneth Kaunda, à la frontière du Malawi, résiste davantage à l'hégémonie du parti de Frederick Chiluba.
Initialement marxiste, Frederick Chiluba suit, durant sa présidence, les recommandations du Fonds monétaire international et privatise de nombreuses entreprises, dont celles exploitant le cuivre, principale ressource du pays. Il devient de fait un défenseur des valeurs néo-libérales. Il est réélu en 1996.
En 1997, il rétablit l’état d'urgence à la suite d’une tentative de coup d'État militaire.
Après deux mandats et conformément à la Constitution, Chiluba ne peut se représenter. En avril 2001, il renonce à solliciter un troisième mandat.

### Présidence Levy Mwanawasa (2002-2008)
En janvier 2002, son dauphin, Levy Mwanawasa (1948-2008), dirigeant du MMD, est élu président au cours d’un scrutin contesté. À la suite de la dégradation de l'état de santé de Mwanawasa, le vice-président Rupiah Banda (1937-2022) assure l'intérim. 

### Présidence Rupiah Banda (2008-2011)
Après la mort du président en août 2008, Rupiah Banda (1937-2012) est élu quatrième président du pays, et le reste jusqu'en septembre 2011. 

### Présidence Michael Sata (2011-2014)
Le chef de l'opposition Michael Sata (1937-2014) lui succède, à sa quatrième tentative dans une élection présidentielle zambienne, et devient le cinquième président de la Zambie. Il décède à son tour, à la suite d'une maladie à Londres le 28 octobre 2014. 

### Présidence Edgar Lungu (2015-2021)
Edgar Lungu (1956-) est élu en 2015 pour le remplacer à la tête de l'État et terminer son mandat présidentiel. Edgar Lungu est le leader du Front patriotique (PF) qu'il a créé en 2001 après avoir quitté le Mouvement pour la démocratie multipartite (MMD). Il est vainqueur du scrutin présidentiel, d'une courte tête, avec 48,33% des voix, devançant son rival Hakainde Hichilema, candidat du Parti de l'unité pour le développement national (UNPD), qui a obtenu 46,67% des voix exprimées. Il est réélu en 2016, dans un scrutin là encore serré, à nouveau contre Hichilema.

### Présidence Hakainde Hichilema (2021-présent)
Le 12 août 2021, Hakainde Hichilema (1962-), remporte largement l'élection présidentielle dès le premier tour, avec 59,02% des voix. Il devance le président sortant, Edgar Lungu, qui obtient 38,71% des voix  Après avoir plusieurs fois demandé une annulation des élections, Lungu accepte sa défaite et félicite Hichimela le 16 août, alors que ce dernier totalise près d'un million de voix d'avance.